# Giao thông công cộng
Giao thông công cộng là hệ thống giao thông trong đó người tham gia giao thông không sử dụng các phương tiện giao thông thuộc sở hữu cá nhân. Không có định nghĩa chính xác; Encyclopædia Britannica xác định rằng giao thông công cộng là nằm trong khu vực đô thị, và du lịch hàng không thường không được nghĩ đến khi thảo luận về phương tiện giao thông công cộng—từ điển sử dụng các từ như "xe buýt, xe lửa, v.v." Các ví dụ về phương tiện giao thông công cộng bao gồm xe buýt thành phố, xe buýt điện, xe điện (hoặc đường sắt nhẹ) và tàu hỏa chở khách, tàu điện ngầm (tàu metro, tàu subway, v.v.) và phà. Giao thông công cộng giữa các thành phố chủ yếu là đường hàng không, xe khách và đường sắt liên tỉnh. Đường sắt cao tốc hiện là mạng lưới đang được phát triển ở nhiều nơi trên thế giới.
Hầu hết các hệ thống giao thông công cộng chạy dọc theo các tuyến đường cố định với các điểm lên/xuống được đặt theo thời gian biểu đã sắp xếp trước (ví dụ: "cứ sau 15 phút" thay vì được lên lịch cho bất kỳ thời điểm cụ thể nào trong ngày). Tuy nhiên, hầu hết các chuyến đi bằng phương tiện công cộng là bao gồm các phương thức di chuyển khác, chẳng hạn như hành khách đi bộ hoặc bắt các dịch vụ xe buýt để đến ga xe lửa. Taxi chia sẻ cung cấp dịch vụ theo yêu cầu ở nhiều nơi trên thế giới, có thể cạnh tranh với các tuyến vận tải công cộng cố định hoặc bổ sung cho chúng bằng cách đưa hành khách đến các điểm giao cắt. Paratransit đôi khi được sử dụng ở những khu vực có nhu cầu thấp và cho những người cần dịch vụ tận nơi.
Giao thông công cộng trong đô thị có sự khác biệt rõ rệt giữa Châu Á, Bắc Mỹ và Châu Âu. Ở châu Á, các tập đoàn vận tải công cộng và bất động sản hoạt động vì lợi nhuận, thuộc sở hữu tư nhân và giao dịch công khai, chủ yếu vận hành các hệ thống giao thông công cộng. Ở Bắc Mỹ, khu trung chuyển thành phố thường điều hành các hoạt động vận tải công cộng. Ở châu Âu, các công ty nhà nước và tư nhân chủ yếu vận hành các hệ thống giao thông công cộng.
Vì lý do địa lý, lịch sử và kinh tế, có sự khác biệt trên phạm vi quốc tế về việc sử dụng và phạm vi của phương tiện giao thông công cộng. Trong khi các quốc gia ở Cựu thế giới có xu hướng có các hệ thống rộng khắp và thường xuyên phục vụ các thành phố cũ và dày đặc của họ, thì nhiều thành phố của Tân thế giới có nhiều sự mở rộng và phương tiện giao thông công cộng kém toàn diện hơn nhiều. Hiệp hội Giao thông Công cộng Quốc tế (International Association of Public Transport, viết tắt là UITP) là mạng lưới quốc tế dành cho các cơ quan và nhà điều hành giao thông công cộng, những người ra quyết định chính sách, viện khoa học và cung cấp dịch vụ giao thông công cộng ngành công nghiệp. Mạng có 3.400 thành viên từ 92 quốc gia.
Trong những năm gần đây, một số thành phố giàu có đã chứng kiến sự sụt giảm trong việc sử dụng phương tiện giao thông công cộng. Một số nguồn cho rằng xu hướng này là do sự phổ biến ngày càng tăng của hình thức làm việc từ xa, dịch vụ đi chung xe, và các khoản vay mua ô tô tương đối rẻ ở nhiều quốc gia. Các thành phố lớn như Toronto, Paris, Chicago và London đã chứng kiến sự suy giảm này và đã cố gắng can thiệp bằng cách cắt giảm giá vé và khuyến khích các phương thức vận tải mới, chẳng hạn như xe tay ga điện tử và xe đạp điện. Do lượng khí thải giảm và các tác động môi trường khác của việc sử dụng phương tiện giao thông công cộng thay vì phương tiện giao thông cá nhân, nhiều chuyên gia đã chỉ ra rằng việc tăng cường đầu tư vào phương tiện công cộng là một chiến thuật giảm thiểu biến đổi khí hậu quan trọng.

## Lịch sử

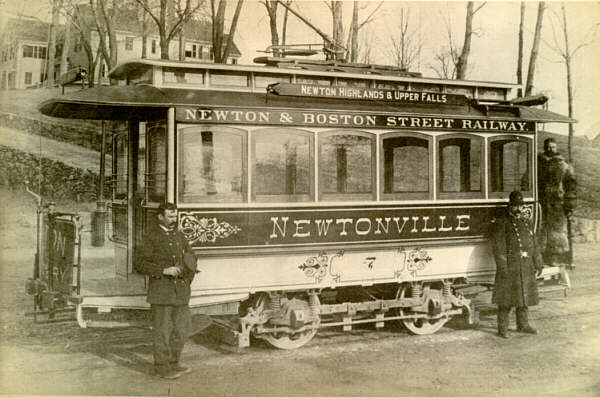
Xe chạy bằng dây cáp ban đầu ở Newton, Massachusetts

Các phương tiện vận chuyển được thiết kế cho thuê công cộng xuất hiện rất sớm, phương tiện giao thông công cộng sớm nhất là vận tải đường thủy: người đi bộ trên đất liền (đôi khi theo nhóm và hành hương được ghi nhận trong các nguồn như Kinh thánh và The Canterbury Tales) hoặc cưỡi động vật (ít nhất là ở Eurasia và Châu Phi) . Phà xuất hiện trong thần thoại Hy Lạp—xác chết ở Hy Lạp cổ đại được chôn với một đồng xu bên dưới lưỡi của họ để trả tiền cho người lái đò Charon để đưa họ đến với Hades.
Một số hình thức giao thông công cộng trong lịch sử bao gồm xe ngựa kéo, đi theo một tuyến đường cố định giữa các nhà trọ, và ngựa kéo thuyền chở hành khách trả tiền, vốn là một đặc điểm của các kênh đào ở châu Âu bắt đầu từ thế kỷ 17. Bản thân con kênh như một dạng cơ sở hạ tầng đã có từ thời cổ đại - người Ai Cập cổ đại chắc chắn đã sử dụng một con kênh để vận chuyển hàng hóa đi qua thá Aswan - và người Trung Quốc cũng đã xây dựng các con kênh để vận chuyển đường thủy từ Thời Chiến quốc bắt đầu từ thế kỷ thứ 5 trước Công nguyên. Vẫn chưa biết liệu những con kênh đó có được sử dụng để cho thuê phương tiện giao thông công cộng hay không; Đại Vận Hà ở Trung Quốc (bắt đầu từ năm 486 TCN) phục vụ chủ yếu cho vận chuyển ngũ cốc.
Kể từ thập niên1960, vận tải hàng hải đã giảm bớt tầm quan trọng, nhưng các tàu truyền thống và tàu cánh ngầm vẫn được sử dụng.
Tháng 3 năm 2020, Luxembourg đã bãi bỏ giá vé tàu hỏa, xe điện, xe buýt và trở thành quốc gia đầu tiên trên thế giới miễn phí tất cả các phương tiện giao thông công cộng.

## Các dạng giao thông công cộng
Thường gặp bao gồm: 
- Cáp treo
- Xe kéo
- Xe ngựa
- Xích lô
- Xe ôm
- Đò
- Ghe
- Thuyền
- Vận tải đường bộ
  - Hệ thống chia sẻ xe đạp
  - Tắc xi
- Xe buýt
  - Buýt đường sông
  - Buýt nhanh
  - Xe buýt hai tầng
- Vận tải đường sắt
  - Tàu hỏa
  - Đường sắt cao tốc
  - Tàu đệm từ
  - Đường sắt trên cao
  - Monorail
  - Hệ thống điện khí hóa đường sắt
  - Xe điện mặt đất
  - Tàu điện ngầm
- Tàu thủy
- Máy bay
- Phà
- Xe khách

### Lợi ích từ việc đầu tư
- Một số chính phủ tin rằng việc sử dụng tiền thuế để gây quỹ cho giao thông công cộng sẽ có lợi cho người dân. Nếu tiền thuế được đưa vào quỹ giao thông công cộng, giao thông công cộng sẽ phát triển, từ đó sẽ giảm thiểu ách tắc giao thông và ô nhiễm môi trường. Chính phủ cũng không phải mở rộng cơ sở hạ tầng để điều tiết giao thông, một việc làm rất tốn kém, đòi hòi thuế cao. Nhờ vậy, người dân sẽ không phải trả nhiều tiền thuế. Điều này có lợi cho người dân.
- Một lý do khác cho phát triển giao thông công cộng là để trợ giúp cho những người không có khả năng điều khiển các phương tiện giao thông thông thường, những người chưa đủ độ tuổi cho phép để điều khiển phương tiện giao thông, hoặc là những người không thể chi trả cho các loại hình giao thông đắt đỏ hơn.

### Chính phủ và các tổ chức phi chính phủ
Giao thông công cộng phần lớn dựa vào tiền trợ cấp của chính phủ. Chính phủ phải bù lỗ cho tiền vé thu được. Ở một số nước, hệ thống giao thông công cộng có thể được quản lý bởi một số tổ chức phi chính phủ. Ở một số nước khác, chính phủ chi trả toàn bộ phí giao thông công cộng.
Các tổ chức phi chính phủ có thể kiểm được lợi nhuận từ phí đỗ xe, từ việc cho thuê chỗ buôn bán, quảng cáo, và gần đây là nhờ việc cho các công ty truyền thông lắp đặt cáp nổi trong đường hầm. Ở một số nước, các tổ chức phi chính phủ hoạt động trên lĩnh vực này còn có được nhiều lợi ích hơn so với những công ty thông thường:
- Chính phủ chi trả cho những dịch vụ không mang lại lợi nhuận
- Chính phủ bảo lãnh nếu công ty có xu hướng phá sản (nhất là đối với các hãng vận tải hàng không)
- Hưởng chính sách ưu đãi về thuế. VD: nhiên liệu máy bay thường được miễn thuế.
- Tỉ lệ cạnh tranh thấp
- Được sử dụng cơ sở hạ tầng sẵn có của chính phủ mà không phải chi trả hoặc là mua lại với giá rẻ. (đặc biệt là ngành đường sắt)

### Giao thông công cộng ở một số nước
- Hồng Kông

Tại Hồng Kông, tập đoàn MTR và tập đoàn KCR được quyền sở hữu đất xung quanh các trạm dừng, các kho chứa hàng và đường hầm. Những lợi nhuận có được từ bất động sản đã giúp các tập đoàn chi trả cho việc xây dựng hệ thống đường sắt. Tuy nhiên nó không trợ giúp được nhiều trong việc đưa hệ thống đường sắt vào hoạt động. Những lợi ích được áp dụng tương tự đối với các bến phà của các tổ chức phi chính phủ. Các công ty xe buýt được miễn thuế khi mua Điêzen
- Hoa Kỳ

Tại Hoa Kỳ, sự vận hành những hoạt động giao thông công cộng được trợ cấp tài chính bởi chính phủ địa phương và chính phủ của bang. Hoa Kỳ có một tổ chức liên bang chuyên trợ cấp tài chính cho các hoạt động giao thông công cộng mang tên FTA (Federal Transit Administration)

## Ảnh hưởng của giao thông công cộng

### Khả năng tiếp cận
Giao thông công cộng là phương tiện giao thông độc lập dành cho các cá nhân (không đi bộ hoặc đi xe đạp) như trẻ em quá nhỏ để lái xe, người già không có điều kiện đi ô tô, những người không có bằng lái xe và những người ốm yếu như người ngồi xe lăn. Xe buýt có lối lên thấp, ghế ưu tiên và đường sắt hạng nhẹ cũng đã tạo điều kiện thuận lợi hơn cho người khuyết tật khi di chuyển. Trong những thập kỷ gần đây, lối đi thấp đã được tích hợp vào các thiết kế hiện đại dành cho xe cộ. Ở những khu vực kinh tế khó khăn, phương tiện giao thông công cộng làm tăng khả năng tiếp cận của cá nhân đối với phương tiện giao thông ở những nơi phương tiện cá nhân không đủ khả năng chi trả.

### Môi trường
Có thể nói giao thông công cộng gây ra rất nhiều ảnh hưởng xấu tới môi trường. Ở Việt Nam, trong lưu thông, xe tải và xe khách thải nhiều NO2 là những khí thải độc hại.

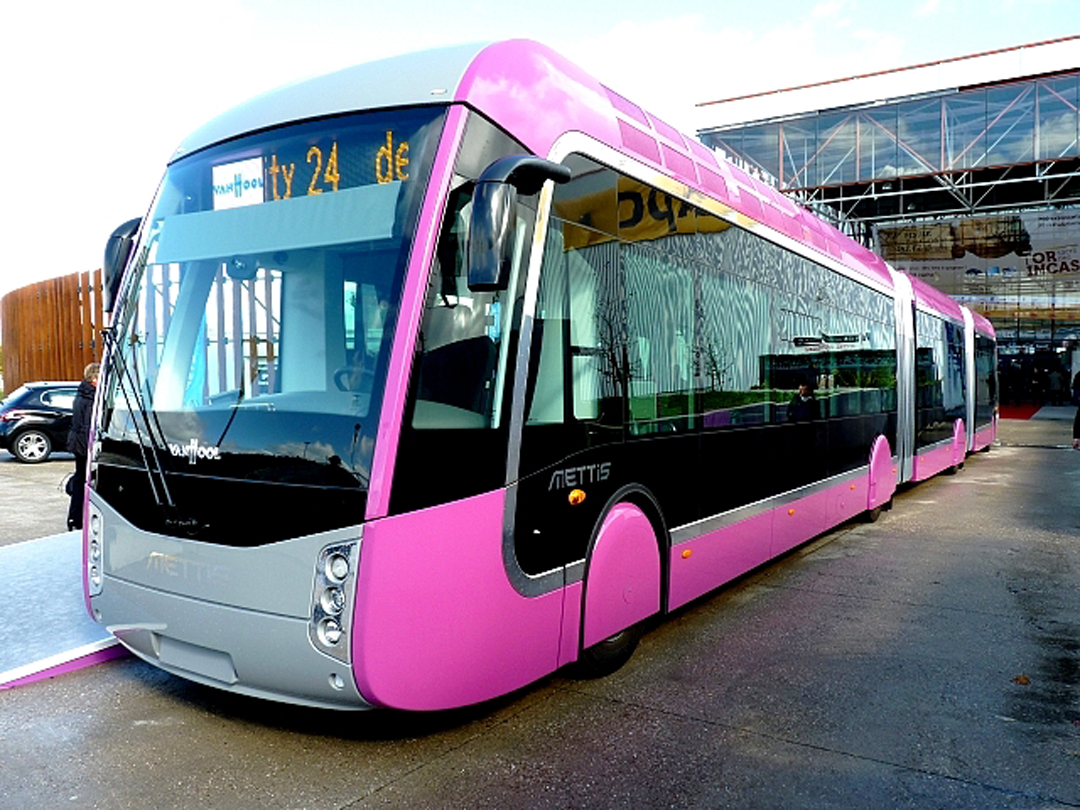
Xe buýt nhanh màu hồng của Metz sử dụng hệ thống lái dung hòa giữa điện và diesel, được phát triển bởi nhà sản xuất Van Hool của Bỉ.

Mặc dù vẫn còn tranh luận về hiệu quả thực sự của các phương thức vận tải khác nhau, vận chuyển khối lượng lớn thường được coi là tiết kiệm năng lượng nhiều hơn đáng kể so với các hình thức du lịch khác. Một nghiên cứu năm 2002 của Viện Brookings và Viện Doanh nghiệp Hoa Kỳ cho thấy phương tiện giao thông công cộng ở Hoa Kỳ sử dụng khoảng một nửa lượng nhiên liệu mà ô tô con, SUV và xe tải nhẹ yêu cầu. Ngoài ra, nghiên cứu lưu ý rằng "các phương tiện cá nhân thải ra nhiều hơn khoảng 95% khí carbon monoxide, 92% các hợp chất hữu cơ dễ bay hơi hơn và lượng carbon dioxide và nitơ oxit cao gấp đôi so với các phương tiện công cộng cho mỗi dặm hành khách di chuyển".
Các nghiên cứu đã chỉ ra rằng có một mối tương quan nghịch đảo mạnh mẽ giữa mật độ dân số đô thị và mức tiêu thụ năng lượng trên đầu người, và giao thông công cộng có thể tạo điều kiện cho mật độ dân số đô thị tăng lên, và do đó giảm khoảng cách di chuyển và tiêu thụ nhiên liệu hóa thạch.

Một cuộc khảo sát của Ngân hàng Phát triển Châu Âu cho thấy phần lớn người dân Châu Âu muốn ưu tiên vận chuyển công cộng trong các chính sách giảm thiểu biến đổi khí hậu.

Giao thông công cộng cũng cung cấp một đấu trường để thử nghiệm các giải pháp thay thế nhiên liệu thân thiện với môi trường, chẳng hạn như các phương tiện chạy bằng hydro. Trao đổi vật liệu để tạo ra các phương tiện giao thông công cộng nhẹ hơn với hiệu suất tương đương hoặc tốt hơn sẽ làm tăng tính thân thiện với môi trường của các phương tiện giao thông công cộng trong khi vẫn duy trì hoặc cải thiện các tiêu chuẩn hiện tại. Thông báo cho công chúng về các tác động môi trường tích cực của việc sử dụng phương tiện giao thông công cộng bên cạnh việc chỉ ra lợi ích kinh tế tiềm năng là bước đầu tiên quan trọng để tạo ra sự khác biệt.

### Sử dụng đất

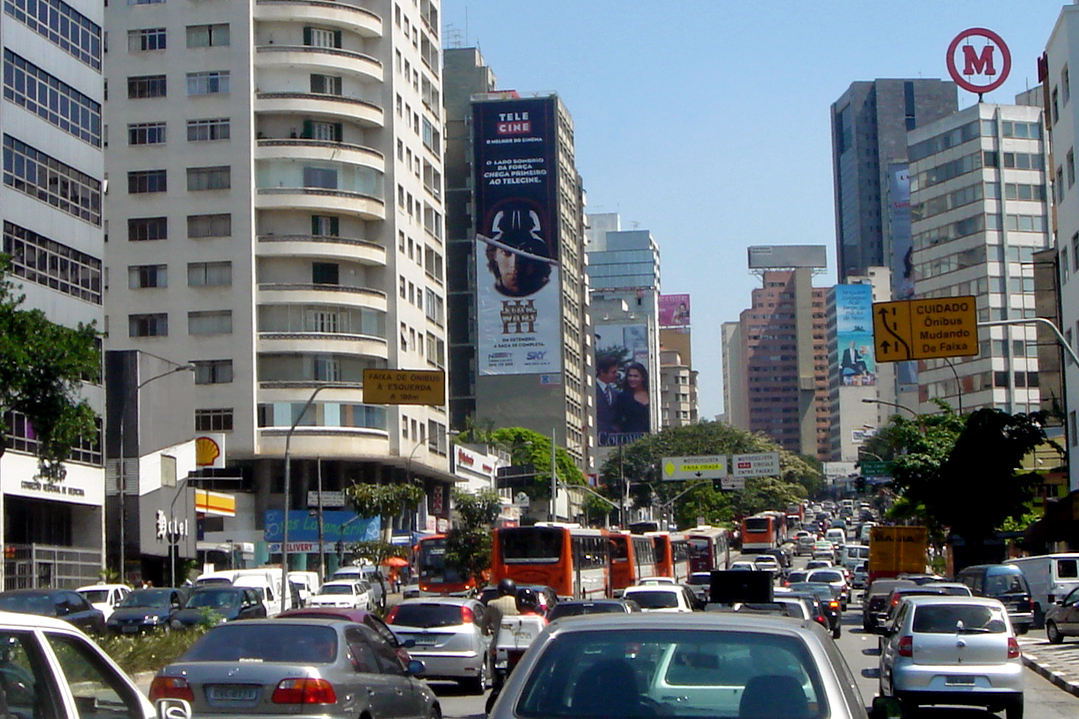
Kẹt xe ở São Paulo, Brazil

Các khu vực đông đúc với mục đích sử dụng đất hỗn hợp thúc đẩy việc sử dụng giao thông công cộng hàng ngày trong khi sự phát triển đô thị có liên quan đến việc sử dụng giao thông công cộng lẻ tẻ. Một cuộc khảo sát gần đây tại nhiều thành phố ở châu Âu cho thấy môi trường đô thị dày đặc, dịch vụ giao thông công cộng đáng tin cậy và giá cả phải chăng, đồng thời hạn chế phương tiện cơ giới ở những khu vực mật độ cao của thành phố sẽ giúp đạt được mục tiêu thúc đẩy sử dụng giao thông công cộng rất cần thiết.
Không gian đô thị là một mặt hàng quý giá và phương tiện giao thông công cộng sử dụng nó hiệu quả hơn so với một xã hội thống trị bằng ô tô, cho phép các thành phố được xây dựng nhỏ gọn hơn so với khi chúng phụ thuộc vào phương tiện ô tô. Nếu quy hoạch giao thông công cộng là cốt lõi của quy hoạch đô thị, nó cũng sẽ buộc các thành phố phải được xây dựng nhỏ gọn hơn để tạo ra nguồn cấp dữ liệu hiệu quả cho các nhà ga và điểm dừng vận tải. Điều này đồng thời cho phép tạo ra các trung tâm xung quanh các trung tâm, phục vụ nhu cầu thương mại hàng ngày của hành khách và các dịch vụ công cộng. Cách tiếp cận này làm giảm đáng kể sự mở rộng đô thị. Quy hoạch đất công cho giao thông công cộng có thể khó khăn nhưng Chính phủ và các tổ chức khu vực chịu trách nhiệm lập kế hoạch và cải thiện các tuyến đường và tuyến giao thông công cộng. Với giá đất công đang bùng nổ, phải có kế hoạch sử dụng đất hiệu quả nhất cho giao thông công cộng để tạo ra hệ thống giao thông tốt hơn. Sử dụng đất không hiệu quả và lập kế hoạch kém dẫn đến giảm khả năng tiếp cận việc làm, giáo dục và chăm sóc sức khỏe.

## Công nghệ giao thông thông minh ở Việt Nam
Thành phố Hồ Chí Minh đã đi trước một bước trong việc ứng dụng công nghệ giao thông thông minh để phục vụ người dân đi lại như áp dụng mô hình thẻ giao thông công cộng UniPass, người dùng chỉ cần cầm thẻ chạm vào thiết bị trên xe buýt hoặc quét mã QR để mua vé khi vừa lên xe mà không phải chờ tiếp viên bán vé, lợi ích lớn nhất là không phải chuẩn bị tiền lẻ, các giấy chứng nhận ưu tiên (thẻ học sinh/sinh viên/người cao tuổi/thương binh/tàn tật), chờ nhận thối tiền. Hệ thống UniPass triển khai từ 3/2019, đã áp dụng cho 13 tuyến xe buýt tại TP. Hồ Chí Minh và sẽ mở rộng trong tương lai. Bên cạnh đó còn có BusMap, bản đồ số thông minh. Hiện việc ứng dụng công nghệ giao thông thông minh vẫn đang ở bước khởi đầu.

## Vấn đề xã hội
Vì các chuyến tàu đêm hoặc xe khách có thể rẻ hơn so với nhà nghỉ, những người vô gia cư đôi khi sử dụng những nơi này làm nơi trú ẩn qua đêm, như Tuyến 22 ("Khách sạn 22") nổi tiếng ở Thung lũng Silicon. Các điểm chờ xe buýt, sân ga cũng trở thành nơi trú ngụ an toàn của những người vô gia cư.

### Ảnh hưởng của đại dịch Covid-19
Đại dịch Covid-19 đã ảnh hưởng đáng kể đến hệ thống giao thông công cộng, cơ sở hạ tầng và doanh thu ở nhiều thành phố khác nhau trên thế giới. Đại dịch đã tác động tiêu cực đến việc sử dụng phương tiện giao thông công cộng bằng cách áp đặt giãn cách xã hội, làm việc từ xa hoặc thất nghiệp ở Việt Nam. Nó khiến lượng hành khách sử dụng phương tiện giao thông công cộng giảm 79% vào đầu năm 2020. Xu hướng này tiếp tục diễn ra trong suốt cả năm với lượng hành khách giảm 65% so với những năm trước. Tương tự như vậy ở London, vào đầu năm 2020, lượng hành khách ở Tàu điện ngầm Luân Đôn và xe buýt đã giảm lần lượt là 95% và 85%. Lượng hành khách sử dụng phương tiện giao thông công cộng giảm 55% so với năm 2019 đã được báo cáo ở Cairo, Ai Cập sau một thời gian tạm dừng bắt buộc. Để giảm lây lan covid thông qua tiếp xúc bằng tiền mặt, tại Nairobi, Kenya, các hệ thống thanh toán không dùng tiền mặt đã được Cơ quan An toàn và Giao thông Quốc gia (NTSA) thực thi. Phương tiện giao thông công cộng đã bị ngừng hoạt động trong ba tháng vào năm 2020 ở Kampala, Uganda khi mọi người chuyển sang đi bộ hoặc đi xe đạp. Hậu cách ly, khi hạ tầng giao thông công cộng đổi mới, các phương tiện công cộng như taxi mini đã được phân tuyến cụ thể. Tình hình trở nên khó khăn ở các thành phố nơi người dân phụ thuộc nhiều vào hệ thống giao thông công cộng. Ở Kigali, Rwanda các yêu cầu về khoảng cách xã hội đã dẫn đến hạn chế chiếm 50% sức chứa, nhưng khi tình hình đại dịch được cải thiện, giới hạn sức chứa đã được tăng lên để đáp ứng nhu cầu phổ biến. Addis Ababa, Ethiopia cũng có dịch vụ xe buýt không đủ so với nhu cầu và thời gian chờ đợi lâu hơn do các hạn chế về khoảng cách xã hội và đã lên kế hoạch triển khai thêm xe buýt. Cả Addis Ababa và Kampala đều nhằm mục đích cải thiện cơ sở hạ tầng đi bộ và đi xe đạp trong tương lai như là phương tiện đi lại bổ sung cho xe buýt.